# 毛冠黄耆
毛冠黄耆（学名：Astragalus roseus）为豆科黄芪属的植物。分布在蒙古、俄罗斯以及中国大陆的新疆等地，生长于海拔600米的地区，多生长于泛滥河滩或较固定的砂上，目前尚未由人工引种栽培。